# Grégoire Allaire
Grégoire Allaire, né le 1er avril 1963, est un mathématicien français, enseignant à l'École polytechnique et ancien président de la Société de mathématiques appliquées et industrielles (SMAI). Il est diplômé de Polytechnique (X1983), et a reçu son doctorat de l'université Pierre-et-Marie-Curie en 1989. Il obtient son habilitation à diriger des recherches en 1993.

## Publications
- Numerical Linear Algebra, Springer, avec Sidi Mahmoud Kaber, 2008[3]
- Numerical Analysis and Optimization, Oxford University Press (trad. Alan Craig), 2007[4]
- Conception optimale des structures, Springer, 2007[5].
- Analyse numérique et optimisation, Ellipses, 2005[6]
- Shape optimization by the homogenization method, Springer, 2002[7]